# All Kinds of Blues
All Kinds of Blues — студійний альбом американського блюзового музиканта Мемфіса Сліма, випущений у 1963 році лейблом Bluesville.

## Опис
Ця сесія початку 1960-х стала другою — і однією з найкращих — серед багатьох записів Мемфіса Сліма на лейблі Bluesville. На ній Слім грає сольно, акомпануючи собі на фортепіано, виконуючи бугі-вугі («Three-in-One-Boogie» і «Grinder Man Blues») та ін. Більшість номерів з альбому є народними, декілька з них написані Слімом (для авторства він використовував своє справжнє ім'я Пітер Четмен), серед яких його відома пісня «Mother Earth».

## Список композицій
1. «Blues Is Troubles» (народна) — 3:25
2. «Grinder Man Blues» (Пітер Четмен) — 4:36
3. «Three-In-One Boogie» (народна) — 4:28
4. «Letter Home» (народна) — 3:39
5. «Churnin' Man Blues» (народна) — 6:32
6. «Two of a Kind» (Пітер Четмен) — 4:16
7. «The Blacks» (народна) — 5:10
8. «If You See Kay» (народна) — 4:29
9. «Frankie and Johnny Boogie» (народна) — 4:09
10. «Mother Earth» (Пітер Четмен) — 4:42

## Учасники запису
- Мемфіс Слім — фортепіано і вокал

Технічний персонал
- Кеннет С. Голдстайн — продюсер
- Мел Кайзер — звукоінженер
- Дон Шліттен — дизайн